# 黄胜强
黄胜强（1955年9月—2025年7月2日），男，江苏省泰县人，中华人民共和国政治人物，曾任海关总署党组成员、国家口岸管理办公室主任。海关一级关务监督关衔。中共十八大代表。

## 生平
1980年，黄胜强毕业于北京对外贸易学院对外贸易外语二系法语专业，并分配至海关工作。曾任海关总署关税司处长、国际司副司长、办公厅主任兼国际司司长等职。2004年至2009年，任天津海关关长。2009年至2013年，任上海海关关长。2013年至2016年，任国家口岸管理办公室主任。
2017年10月，黄胜强受聘为上海海关学院海关管理系主任、特聘教授。2018年5月，受聘为上海大学经济学院兼职教授、博士生导师。
2025年7月2日逝世。